# Anthophora petersenii
Anthophora petersenii är en biart som beskrevs av Morawitz 1884. Anthophora petersenii ingår i släktet pälsbin, och familjen långtungebin. Inga underarter finns listade i Catalogue of Life.